# George Raynor
George Raynor (Wombwell, Inglaterra, 13 de enero de 1907-Buxton, Inglaterra, 24 de noviembre de 1985) fue un jugador y entrenador británico. Durante la década de 1950 dirigió a la selección de fútbol de Suecia que ganó la medalla de oro en los Juegos Olímpicos de Londres 1948 y llegó a la final de la Copa Mundial de 1958, razón por la que está considerado uno de los impulsores del fútbol en Suecia. Además, dirigió a varios clubes suecos y tuvo una breve estancia en Italia, primero como director deportivo de la Juventus de Turín y después como técnico de la Società Sportiva Lazio.

## Biografía

### Inicios en el fútbol
George Raynor nació en Wombwell, una población del municipio de Barnsley, y se crio en una familia de clase trabajadora. Desde joven mostró interés por el fútbol y jugó en varias entidades de su ciudad natal, hasta que en 1930 llegó la primera oportunidad profesional en el Sheffield United de la liga inglesa. Nunca llegó a despuntar, pues quedó relegado a los reservas y jugó sólo un partido con el primer equipo. Al año siguiente se marchó y probó suerte en clubes menores como el Mansfield Town, Rotherham United, Bury F. C. y Aldershot F. C., en el que terminó su carrera en 1939. Ese mismo año estalló la Segunda Guerra Mundial y Raynor ingresó en el Ejército Británico.
Durante la guerra, fue destinado a la misión militar británica en Bagdad y se ocupó de dirigir una selección en Irak formada por militares y funcionarios de distintas partes del mundo, que permitió desarrollar el fútbol en el Golfo Pérsico. Cuando el conflicto terminó en 1945 y pudo regresar a Inglaterra, fue felicitado por el secretario de la Asociación del Fútbol, Stanley Rous, quien prometió recomendarle para puestos de entrenador. Sin embargo, su único trabajo hasta ese momento fue dirigir a los reservas del Aldershot F. C. durante un año.

### Éxitos en Suecia (1946 a 1954)
Su vida cambió cuando la Asociación Sueca de Fútbol remitió en 1946 un telegrama a la federación inglesa, solicitando un entrenador británico que les enseñase disciplina táctica. Rous cumplió su palabra y recomendó a Raynor para el cargo. En su primer partido, una derrota contra Dinamarca por 1:3, la prensa sueca le criticó por su falta de experiencia. No obstante, Suecia fue acumulando victorias y el nuevo técnico se ganó la confianza de los directivos gracias a sus conocimientos tácticos, un carácter estricto y la adaptación al juego de sus rivales.
Para aprender el idioma y conocer mejor a sus jugadores, también entrenó en clubes de la primera división sueca como el GAIS Göteborg (1947 a 1948), AIK (1948 a 1952) y Åtvidaberg (1952 a 1954). En el equipo nacional Raynor solo se encargaba de los entrenamientos; las convocatorias dependían de un comité de selección (uttagningskommitté) dirigido por Putte Kock.
En los Juegos Olímpicos de Londres 1948, Raynor contó con un combinado nacional formado por estrellas de la liga nacional como Gunnar Gren, Gunnar Nordahl, Nils Liedholm y Henry Carlsson, todos ellos con un gran potencial. A pesar de que no contaban con ningún profesional, los suecos sorprendieron con cómodas victorias y derrotaron en la final a Yugoslavia por 3:1, conquistando la medalla de oro. El bloque se mantuvo poco tiempo, pero el suficiente para que en 1949 se clasificara para la Copa Mundial de 1950 en Brasil.
Raynor no pudo evitar que sus mejores futbolistas se marcharan a las ligas de Italia o España con contratos profesionales, lo cual era un problema porque Suecia solo reconocía el fútbol amateur. Como solución, la Asociación Sueca impulsó un plan nacional para descubrir nuevos talentos en las categorías inferiores, mientras que Raynor estableció un código de conducta para esos nuevos jugadores. De ese proyecto salieron futuras estrellas como Lennart Skoglund, Hasse Jeppson y Karl-Erik Palmér, convocados para la Copa Mundial de 1950. Gracias a una preparación exhaustiva, Suecia superó la ronda preliminar por encima de Italia y quedó tercera en la fase final, luego de derrotar a España en el último partido por 3:1.
De nuevo, Raynor tuvo que rehacer la plantilla para los Juegos Olímpicos de Helsinki 1952 por la salida de sus mejores futbolistas al extranjero. Suecia fue derrotada 0:6 en semifinales por la selección de Hungría del llamado «equipo de oro», pero ganó la medalla de bronce tras derrotar a Alemania. Un año después, los suecos empataron 2:2 contra los magiares en Budapest. Esa hazaña no pudo completarse en octubre de 1953 con la clasificación para la Copa Mundial de 1954, ya que acabaron eliminados por Bélgica.

### Paso por Italia y regreso a Suecia (1954 a 1958)

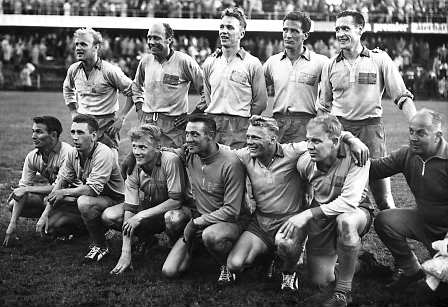
Once inicial de Suecia en la final de la Copa Mundial de Fútbol de 1958.

Raynor se marchó de la selección sueca en verano de 1954 para trabajar como director deportivo en la Juventus de Turín, dirigido por Dino Olivieri. Sin embargo, la experiencia duró poco. El 1 de noviembre del mismo año, el inglés aceptó una oferta de la Società Sportiva Lazio para convertirse en su entrenador, por recomendación del extécnico Jesse Carver. Los romanos terminaron la temporada 1954/55 en duodécima posición y al curso siguiente dejaron de contar con él, sustituyéndole por Luigi Ferrero.
Regresó a Inglaterra en 1955 con la esperanza de dirigir a clubes de categoría superior, dada su experiencia. La única oferta que recibió fue de Jesse Carver para ser su asistente en el Coventry City de tercera división. A comienzos de 1956 Carver fue destituido y Raynor asumió su puesto, pero aguantó allí hasta octubre por discrepancias con la directiva. Esta salida marcó para siempre su carrera en Inglaterra.
La Asociación Sueca de Fútbol volvió a contar con Raynor como entrenador en 1956. El objetivo era que Suecia jugase un buen papel en la Copa Mundial de 1958 que les tocaba organizar. Si bien el profesionalismo se había aceptado, los suecos que jugaban fuera del país seguían sin ser convocados. El técnico convenció a la federación para que el comité de selección volviese a llamar a estrellas foráneas. De este modo, jugadores como Nils Liedholm, Kurt Hamrin o Lennart Skoglund regresaron al combinado. 
Ya en la Copa, Suecia pasó sin problemas la fase de grupos, derrotó a la Unión Soviética (2:0) y Alemania Federal (3:1), y llegó hasta la final contra Brasil, la gran favorita. Raynor declaró antes del choque que la clave sería que su rival «encajase el primer gol», pues nunca había tenido un marcador adverso durante el campeonato. A los cuatro minutos, Liedholm puso a los suyos por delante. Pero lejos de rendirse, los brasileños remontaron gracias a los goles de Vavá, Pelé y Mário Zagallo, certificando un 5:2. Suecia se quedó sin título, pero obtuvo la mejor clasificación de su historia en un Mundial y fue aclamada por la prensa internacional. En julio de 1958, George Raynor fue nombrado caballero por el rey Gustavo VI Adolfo.

### Últimos años
Cuando el Mundial de 1958 terminó, Raynor abandonó la selección sueca y regresó a Inglaterra por motivos familiares. Se estableció en Skegness, una ciudad costera donde se había comprado una casa cuando estaba en Coventry. Durante dos años dirigió a tiempo parcial al equipo local, el Skegness Town, sin que ningún club inglés profesional o la selección nacional se interesase por él.

Aunque nunca regresó al banquillo de Suecia, siguió colaborando con la Asociación Sueca. Entre otras tareas, facilitó un informe a la federación en octubre de 1959 que sirvió a Suecia para derrotar a Inglaterra por 2:3 en Wembley. Al poco tiempo se mostró abiertamente disgustado por su situación ante la prensa:
«Me siento como un quintacolumnista del fútbol (...) estoy satisfecho por el resultado, pero no lo suficiente. Habría sido mejor si lo hubiese hecho por mi país. (...) Yo quiero trabajar en Inglaterra. Para Inglaterra. Me han querido en Ghana, en Israel, en México y en Suecia. He sido nombrado caballero en Suecia y el rey Gustavo VI me ha entregado una medalla de oro. Tengo una carta de agradecimiento del primer ministro de Irak. Mi récord como entrenador es de los mejores del mundo. No bebo. No fumo. Vivo por y para el fútbol.»
En 1960 publicó una autobiografía, «Football Ambassador At Large», en la que cargaba contra la Asociación de Fútbol inglesa y el entrenador Walter Winterbottom.
Después de años de retiro, Raynor volvió en junio de 1967 para ocuparse del Doncaster Rovers, en la cuarta división, hasta noviembre de 1968. Cuando fue cesado, declaró «esto ha sido un canto del cisne y ahora soy un cisne que se muere», poniendo fin así a una carrera técnica que duró más de dos décadas. Vivió el resto de sus días de forma modesta, sin más ingresos que una pensión, y olvidado por el fútbol británico.
Raynor falleció el 24 de noviembre de 1985, a los 78 años, en el hospital de Buxton (Derbyshire). La prensa no le dedicó entonces ninguna necrológica, aunque años más tarde los medios ingleses pusieron en valor su trayectoria, en especial cuando Sven-Göran Eriksson fue nombrado seleccionador inglés en 2001. La noticia tuvo más repercusión en Suecia, donde la Asociación Sueca de Fútbol aún mantiene su retrato en las oficinas centrales.

## Clubes

### Como futbolista
| Club                   | País       | Año       |
| ---------------------- | ---------- | --------- |
| Wombwell Football Club | Inglaterra | 1929-1930 |
| Sheffield United       | Inglaterra | 1930-1931 |
| Mansfield Town         | Inglaterra | 1932-1933 |
| Rotherham United       | Inglaterra | 1933-1935 |
| Bury F. C.             | Inglaterra | 1935-1938 |
| Aldershot F. C.        | Inglaterra | 1938-1939 |

### Como entrenador
| Club                         | País       | Año       |
| ---------------------------- | ---------- | --------- |
| Aldershot F. C. (reservas)   | Inglaterra | 1945-1946 |
| Selección de Suecia          | Suecia     | 1946-1954 |
| GAIS Göteborg                | Suecia     | 1947-1948 |
| AIK                          | Suecia     | 1948-1952 |
| Åtvidaberg                   | Suecia     | 1952-1954 |
| Juventus de Turín (director) | Italia     | 1954      |
| S. S. Lazio                  | Italia     | 1954-1955 |
| Coventry City                | Inglaterra | 1956      |
| Selección de Suecia          | Suecia     | 1956-1958 |
| Skegness Town                | Inglaterra | 1958-1960 |
| Djurgården                   | Suecia     | 1960      |
| Doncaster Rovers             | Inglaterra | 1967-1968 |

## Palmarés
| Título                                 | Club   | Año  |
| -------------------------------------- | ------ | ---- |
| Medalla de oro en los Juegos Olímpicos | Suecia | 1948 |
| Copa de Suecia                         | AIK    | 1949 |
| Copa de Suecia                         | AIK    | 1950 |